# Jaume Cervera i Marquès
Jaume Cervera i Marquès (Castelló d'Empúries, l'Alt Empordà, 1858 - Barcelona 17 d'abril de 1950) fou un músic i compositor de sardanes.

## Biografia
Era fill de Josep Cervera Rocalba, de qui va aprendre els primers passos de l'art musical. Aviat, però, adquirí grans coneixements i dominà diversos instruments, així com composició i harmonia. Residí una temporada a Torroella de Montgrí a fi d'aprendre l'ofici de taper, allà hi escrigué les primeres composicions.
Vers l'any 1875, Antoni de Rocabertí-Boixadors Dameto i de Verí, comte de Savallà, resident habitualment a París juntament amb el seu germà Tomàs, comte de Peralada, decidiren retornar a terres empordaneses per endreçar les seves possessions. Antoni, advocat, home de lletres i reconegut admirador de Verdaguer, sembla que fou el fundador d'una Escola de Primeres Lletres gratuïta (coneguda com l'Escola de Palaci), en la qual es combinava l'ensenyament bàsic amb les arts i oficis, les arts plàstiques, el teatre, la música, la gimnàstica i la jardineria. També hi fundà un teatre, un cor i la Biblioteca del Palau de Peralada, amb 13.000 volums. La direcció de l'escola de música fou encomanda a Jaume Cervera l'any 1882, primerament destinada als fills dels empleats del castell, i poc després ampliada de manera gratuïta a la resta de mainada de Peralada i els pobles de l'entorn.
Jaume Cervera va dedicar la seva vida a l'escola de música fins que va desaparèixer 33 anys després. En aquesta escola es formarien celebrats músics com Josep Serra i Bonal, el seu germà Miquel, Josep Ferrer i Torres, pare del compositor Rafael Ferrer i Fitó, els tenores Marià Calvet i Josep Lleonsí i Casanovas, Josep Pallissera i Trèbol (tible), etc. L'any 1890 Miquel Serra reuní diversos dels deixebles de l'Escola i fundà la cobla La Principal de Peralada amb la següent formació: Martí Mont (flabiol), Jaume Llongueras i Josep Serra (tibles), Marià Calvet i Anton Mont (tenores), Joan Mont B. i Miquel Albreda (trompetes), Joan Mont P. i Joaquim Grosset (fiscorns) i Miquel Serra (contrabaix). Aquesta cobla arribaria a ésser una de les primeres del país.
El comte de Savallà moria l'any 1887 i els anys següents el seu germà i la seva germana. L'escola molt aviat anà decaient fins al tancament definitiu el juliol de 1914 quan Jaume Cervera deixa la plaça de director després de 33 anys en el càrrec. Poc abans, Jaume Cervera s'havia traslladat a Roses, donat que no cobrava el sou que tenia estipulat a l'escola i s'encarregava de tirar endavant una botiga que el seu pare havia comprat l'any 1856. Llavors es dedicà al comerç, a donar classes particulars de música i a tocar a l'església. Gràcies a les seves habilitats manuals arreglava rellotges, feia de fuster, confeccionava els plànols d'una casa, marcava les divisions de les parcel·les d'un camp, etc.
Jaume Cervera i Marquès moria a Barcelona on residia la seva filla Isabel l'any 1950. Als 85 anys, concretament el 22 de juliol de 1943, encara havia escrit una sardana dedicada als seus fills: Hojas de una flor, amb el títol en castellà tal com marcava la repressió de l'època.
L'any 1994 l'Ajuntament de Peralada va donar el seu nom a un dels carrers de la vila.